# 木村柊也
木村 柊也（きむら しゅうや、2000年6月10日 - ）は、日本の男性総合格闘家。徳島県出身。BRAVE GYM所属。全日本学生拳法選手権 3連覇。全日本拳法総合選手権 2連覇。(※コロナ禍による開催中止を除き全て優勝)

## 来歴
父の通う道場について行くようになったのをきっかけに3歳から始めた日本拳法で、20年にわたり輝かしい功績を残す。
明治大学在学中は体育会拳法部に所属し19年には全日本拳法個人選手権大会決勝で芳賀ビラル海に勝利し優勝。
最年少の18歳、大学1年生での優勝は、同大学出身で現在プロレスラーの拳王以来、史上二人目の快挙となった。コロナ禍で2大会中止となるも、22年大会でも優勝し学生時代2連覇を達成。
また全日本学生拳法個人選手権大会でも1年時より2連覇。

### 総合格闘技
日本拳法16年目で初の日本一となって以来、総合格闘技 (MMA)に挑戦して上を目指したいと考え、22歳より総合格闘技を開始。元レスリング日本代表の総合格闘家・宮田和幸のBRAVE GYM所属となる。
2023年12月9日、総合格闘技プロデビュー戦となったGLADIATOR 024 in OSAKAで田口翔太と対戦し、右ストレートで1RKO勝ち。
2024年3月10日、GRACHAN 68 BRAVE FIGHT 31で長南崇志と対戦し、右ハイキックでダウンを奪い右アッパーで1R失神KO勝ち。
2024年5月5日、GLADIATOR 026 in OSAKAで塩津良介と対戦し、左フックで1RKO勝ち。
2024年10月6日、GLADIATOR 028 in OSAKAで現Angel’s FC王者のキム・ウィジョンと対戦し、パウンドで1RKO勝ち。

### RIZIN
2025年3月30日、RIZIN初参戦となったRIZIN.50でFighting NEXUSフェザー級王者の横山武司と対戦。横山のイマナリロールやタックルを切り、1Rの54秒、右フックからのパウンドでTKO勝ち。
2025年6月14日、RIZIN LANDMARK 11で元RIZINフェザー王者のヴガール・ケラモフと対戦。全ラウンドを通じてグラウンドの展開で劣勢となり、0-3の判定負けを喫した。

## 戦績

### プロ総合格闘技
| 総合格闘技 戦績 | 総合格闘技 戦績 | 総合格闘技 戦績 | 総合格闘技 戦績 | 総合格闘技 戦績 | 総合格闘技 戦績 | 総合格闘技 戦績 |
| --------------- | --------------- | --------------- | --------------- | --------------- | --------------- | --------------- |
| 6 試合          | (T)KO           | 一本            | 判定            | その他          | 引き分け        | 無効試合        |
| 5 勝            | 5               | 0               | 0               | 0               | 0               | 0               |
| 1 敗            | 0               | 0               | 1               | 0               | 0               | 0               |

| 勝敗 | 対戦相手           | 試合結果                         | 大会名                    | 開催年月日    |
| ×    | ヴガール・ケラモフ | 5分3R終了 判定0-3                | RIZIN LANDMARK 11         | 2025年6月14日 |
| ○    | 横山武司           | 1R 0:54 TKO（右フック→パウンド） | RIZIN.50                  | 2025年3月30日 |
| ○    | キム・ウィジョン   | 1R 1:09 TKO（パウンド）          | GLADIATOR 028 in OSAKA    | 2024年10月6日 |
| ○    | 塩津良介           | 1R 1:05 TKO（左フック）          | GLADIATOR 026 in OSAKA    | 2024年5月5日  |
| ○    | 長南崇志           | 1R 0:42 KO（右アッパー）         | GRACHAN 68 BRAVE FIGHT 31 | 2024年3月10日 |
| ○    | 田口翔太           | 1R 1:16 KO（右ストレート）       | GLADIATOR 024 in OSAKA    | 2023年12月9日 |

## 獲得タイトル
- 日本拳法
  - 2019年, 2021年, 2022年 全日本学生拳法個人選手権大会　優勝
  - 2019年, 2022年 全日本拳法総合選手権大会 優勝

### 試合映像
1. ↑  『【試合映像】田口翔太 vs 木村柊也』GLADIATOR MMA、2024年。
2. ↑  『【試合映像】5分2R延長1R木村柊也（BRAVE）vs 長南崇志（フラッシュジム）』GRACHAN MMA、2024年。
3. ↑  『【試合映像】木村柊也 vs 塩津良介』GLADIATOR MMA、2024年。
4. ↑  『【試合映像】木村柊也 vs キム・ウィジョン』GLADIATOR MMA、2024年。

### 補足映像
1. ↑  『【番組】RIZIN CONFESSIONS #175 | 鈴木千裕 / ダウトベック / 萩原京平 / 木村柊也（※番組内で試合映像＆木村柊也と横山武司による試合振り返りドキュメンタリー番組）』RIZIN公式YouTubeチャンネル、2025年。